# Lamellipecten aduncus
Lamellipecten aduncus is een tweekleppigensoort uit de familie van de Pectinidae. De wetenschappelijke naam van de soort is voor het eerst geldig gepubliceerd in 2010 door Dijkstra & Maestrati.